# سليمان رحماني
سليمان رحماني كاتب جزائري ولد عام 1893 في قرية تيدلسين في أوقاس وتوفي في 14 نوفمبر 1964 عن عمر يناهز 71 عامًا. يُعد ذا مكانة فكرية لا تقلّ عن مكانتي اثنين من الإنسانيين المتميزين؛ مولود فرعون ومولود معمري، وهو مؤلفٌ لعشرة أعمال أدبية ذات أهمية اجتماعية كبيرة. يتحدث بثلاث لغات؛ الأمازيغية والعربية والفرنسية. وقد استفاد من هذه اللغات الثلاث في كتابة مقالات إثنولوجية وتفاصيل جغرافية ودراسات تاريخية.

## المسيرة المهنية
عضو في الجمعية التاريخية الجزائرية منذ عام 1934، وانتخب رئيسا لدائرة أدبية دولية، وشارك في عدة مؤتمرات نظمها اتحاد الجمعيات العلمية لشمال إفريقيا، في البندقية (إيطاليا) عام 1949، وفي فيينا (النمسا) في 1952. قبل حصوله على الدكتوراه في الآداب عام 1954 من جامعة إيكس (مرسيليا)، حصل رحماني سليمان - بين عامي 1936 و 1940 - على دبلوم في اللغة البربرية ودبلوم في الدراسات العليا في اللغة العربية وآدابها.
كتاباته وأعماله الإثنولوجية والاجتماعية بين سكان واد مرسى أكسبته تمييزًا في عام 1942: الجائزة الأدبية الكبرى للجزائر.
يروي الحاج تايري أكلي، «الذكرى الحية لأوكاس» والمعاصر لسليمان رحماني، أنه عندما قدمت شخصية فرنسية رفيعة المستوى يومًا ما دعمها لرجل الأدب في الحصول على الجنسية الفرنسية، كان لديه هذه الإجابة الرائعة: «شكرا لك على هذا العرض السخي. لكن إذا قبلتها بأي فرصة، هل تعتقد أنه يمكنني حينها الاحتفاظ بالطربوش على رأسي، رمزًا لانتمائي إلى أصولي؟».
كان سليمان رحماني مدرسًا، ثم أستاذًا للغة العربية والبربرية في المدرسة العادية في بوزريعة وفي مختلف المدارس الثانوية في العاصمة حتى عام 1964، تاريخ وفاته.
إلى جانب بوليفة، يعتبر سليمان رحماني بحق أول عالم إثنولوجي في منطقة القبايل. لديه العديد من الدراسات العلمية حول هوية منطقة القبائل. ومع ذلك، لا يوجد شيء تقريبًا من هذا الأثنولوجي قبل الساعة، كما يتضح من الصعوبات التي واجهها مؤلفو الكتاب عن حياته، والذي تم نشره للتو بواسطة طبعات أفريوين (بالفرنسية: Afriwen éditions)‏، المؤلفان عبد الرحمن عمارة، المتقاعد من التعليم العالي، وناصر مجدوب، مدير المركز الثقافي، لا ييأسان من القدرة على إثراء هذا الكتاب المؤلف من 170 صفحة، والمهم هو إخراج هذا المؤلف المطول من النسيان، أصله من من كيب أوكاس.
في عام 1926، كان مدرسًا متخرجًا للغة الأمازيغية، ومسؤولًا عن الدورة الأمازيغية في المدرسة العادية في بوزريعة.
في عام 1940 تخرج أيضًا في اللغة العربية وآدابها، وأكمل الدكتوراه في الأدب الفرنسي وهو في الستين من عمره.
في عام 1954، دافع عن أطروحة دكتوراه في إيكس إن بروفانس. انتهز المؤلفون الفرصة خلال مناقشة المؤتمر، التي نظمت في المركز الثقافي بأوكاس، لتوجيه نداء إلى الأشخاص الذين من المحتمل أن يقدموا لهم نسخة من هذه الأطروحة لفهم العمل قليلاً. وفكر هذا المُفكر بينما، طوال حياته، لم يتوقف عن الدراسة والكتابة عن أمازيغ البابور، يُحسب له، عشرة أعمال أدبية ذات أهمية اجتماعية؛ لقد درس المجتمع الذي يعرفه جيدًا، سيقول كتاب سيرته الذاتية. عادات الحرث عند بني عمروس، شهر مايو بين القبائل، الطفل من القبائل حتى الختان، الزواج بين قبائل كاب أوكاس، الطلاق بين القبائل من بين أمور أخرى قام بها في الثلاثينيات من القرن الماضي. أدار المؤتمر مؤلفا الكتاب ومحررهما رشيد أولبصير، وقد ذكر عبد الرحمن عمارة إن سليمان رحماني نُسي وتجاهلته المؤسسات الرسمية. كان بإمكانه معرفة ذلك، لأن هذا المؤلف كان قد حضر دفنه في عام 1964 تحت أشعة الشمس الحارقة. وأول من خرج من المجهولية: الصحفي طاهر جعوط والكاتب المسرحي موحية. قال بشكل قاطع: «مع ناصر، بحثنا عن أدنى معلومات لمحاولة القيام بشيء ما لذكرى سليمان رحماني. بدأنا من لا شيء. وكان علينا إجراء تحقيقات صحفية حتى نتمكن من جمع المعلومات التي استخدمناها لتطوير هذا الكتاب».
وإضاف: «لكن لمواصلة هذا العمل البحثي، نحتاج إلى مزيد من المعلومات، ولا سيما الوصول إلى نص أطروحة الدكتوراه في الرسائل الفرنسية التي دافع عنها في إيكس إن بروفانس، 4 يوليو 1954.» وختامًا: «نحن نناشد أي شخص، في الجزائر أو في أي مكان آخر، يمكن أن يقدمها لنا بشكل أو بآخر».
وقال الناشر من جهته «من أجل إنتاج كتاب سليمان رحماني، فإن المؤلفين هم الذين وفروا التمويل اللازم، ولا سيما من خلال اللجوء إلى تقنية الاكتتاب».
كتاب يناقش الجوانب المختلفة للشخصية: نصوص وصور، حياة عالم الأعراق البشرية، ثم عمله. في الجزء الثالث تراجعنا في شهادات رجال الثقافة على سليمان رحماني.

## أعماله
- مجموعة سجلات وذكريات المجتمع الأثري والتاريخي والجغرافي لقسم قسنطينة، 1933
- عادات الحرث بين بني عمروس 1933
- شهر مايو بين القبايل 1935
- الحمل والولادة في أوقاس، 1937
- الطفل بين القبائل حتى الختان 1938
- الزواج بين قبائل أوقاس، 1939
- الطلاق بين القبائل، 1940
- الرماية و «النيف» في منطقة القبائل، 1949.[1][2]

## روابط خارجية
السجلات الاستنادية ملف الهيئة الدولية الافتراضية [الإنجليزية]: مكتبة فرنسا الوطنية (البيانات) [الإنجليزية] مكتبة الكونغرس WorldCat WorldCatId [الإنجليزية]